# Piotr de Asúa Mendía
Piotr de Asúa Mendía, właśc. Pedro de Asúa Mendía (ur. 30 sierpnia 1890 w Balmaseda, zm. 29 sierpnia 1936 w Liendo) – hiszpański kapłan, męczennik, błogosławiony Kościoła katolickiego.
Pochodził z zamożnej rodziny, jego ojciec był adwokatem i sekretarzem sędziego. Jego pogłębiająca się wiara rozpoczęła się w szkole jezuickiej w Urdunie. W Madrycie w latach 1906-1914 studiował architekturę. W 1920 wstąpił do seminarium i 14 czerwca 1924 przyjął święcenia kapłańskie. Przez 12 lat był proboszczem parafii w jego rodzinnej miejscowości
Zginął 29 sierpnia 1936 roku w Liendo podczas hiszpańskiej wojny domowej.
W latach 1964–1968 trwał jego proces beatyfikacyjny.
1 listopada 2014 w Vitorii w Hiszpanii odbyła się jego beatyfikacja. Tego dnia, prefekt Kongregacji Spraw Kanonizacyjnych, kardynał Angelo Amato, w imieniu papieża Franciszka, ogłosił Piotra de Asúa y Mendía błogosławionym.
Jego wspomnienie liturgiczne obchodzone jest 29 sierpnia (dies natalis).